# Kristin Chenoweth
Kristin Chenoweth (Broken Arrow, Oklahoma; 24 de julio de 1968) es una cantante y actriz estadounidense, que ha participado tanto en musicales de teatro, como en cine y televisión. Algunos de sus papeles más conocidos han sido Glinda en el musical Wicked de Broadway, Annabeth Schott en la serie de televisión The West Wing o Maléfica en la película original de Disney Channel Descendants.

## Carrera

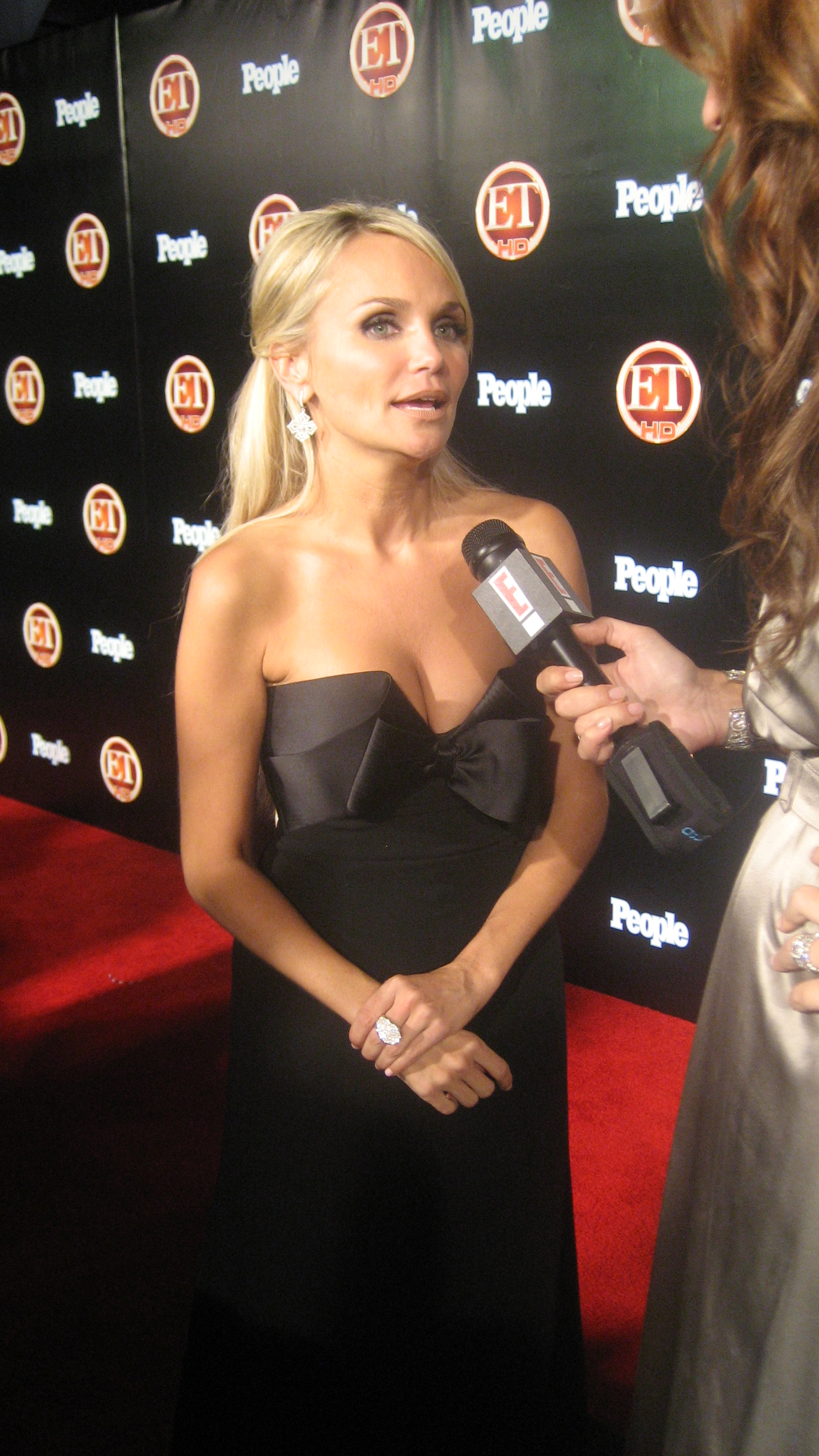
Kristin Chenoweth en el Walt Disney Concert Hall (21/09/2008)

Nacida en Oklahoma, de niña cantó música góspel para más adelante estudiar ópera, antes de decidirse a iniciar una carrera en el teatro musical. Hizo su debut en Broadway en el musical Steel Pier.  Aparte de You're A Good Man, Charlie Brown, los trabajos de Chenoweth en Broadway han incluido cinco producciones de City Center Encores!, o los musicales The Apple Tree y Promises! Promises! en 2010, así como producciones de teatro regionales y en el Off-Broadway.
Tiene un registro de soprano lírica. Ganó un premio Tony en 1999 por el musical You're A Good Man, Charlie Brown, y fue nominada a otro por su papel de Glinda en Wicked, pero lo acabó ganando su compañera de obra Idina Menzel por su interpretación como Elphaba.
Gracias al papel de Olive Snook en la serie de ABC Pushing Daisies recibió un premio Emmy por su interpretación en la categoría de mejor actriz de reparto en una comedia.
En 2009 apareció en la serie musical creada por Ryan Murphy Glee, con el papel de April Rhodes, donde interpretó varias actuaciones musicales como: «Maybe This Time» de Cabaret junto a Lea Michele, «Alone» de Heart junto a Matthew Morrison, «Last Name» de Carrie Underwood y «Home» de The Wiz. En la serie tuvo un papel recurrente en las dos primeras temporadas, regresando como invitada para la quinta tanda de episodios.
También ha realizado diversas actuaciones de voz, destacando su papel de Rosseta, la amiga de Tinker Bell, en las películas de Walt Disney Pictures Tinker Bell. También puso voz a Daisy, la mascota del niño de la película The Witches.
En 2001 Chenoweth protagonizó su propia serie de televisión llamada Kristin, donde interpretaba a Kristin Yancey, una mujer que se muda a la ciudad para trabajar como secretaria. Más adelante, se incorporó como personaje principal a partir de la sexta temporada de The West Wing como Annabeth Schott. Ha aparecido también en numerosas ficciones televisivas tales como Sesame Street, Frasier, Ugly Betty o The Good Wife. Otro de sus personajes icónicos fue el de Maléfica en la película de televisión original de Disney Channel Descendants, la madre de Mal (Dove Cameron).
En su faceta como actriz de cine, ha participado sobre todo en comedias como personaje secundario, tal como en Four Christmases (2008), You Again (2010) o Holidate (2020), aunque también ha tenido papeles más protagónicos en otras como Family Weekend (2013) y Our Little Secret (2024). También ha participado en películas más dramáticas como Bewitched (2005) o The Boy Next Door (2015). En 2024 realizó un cameo en la cinta musical Wicked.

## Filmografía

### Teatro

#### Producciones de Broadway
| Año  | Título                           | Rol              |
| ---- | -------------------------------- | ---------------- |
| 1997 | Steel Pier                       | Precious McGuire |
| 1999 | You're a Good Man, Charlie Brown | Sally Brown      |
| 1999 | Epic Proportions                 | Louise Goldman   |
| 2003 | Wicked                           | Glinda Upland    |
| 2006 | The Apple Tree                   | Princesa Bárbara |
| 2010 | Promises! Promises!              | Fran Kubelik     |
| 2015 | On the Twentieth Century         | Lily Garland     |
| 2016 | My Love Letter to Broadway       | Ella misma       |

#### Otras producciones teatrales
| Año       | Título                             | Rol                    |
| --------- | ---------------------------------- | ---------------------- |
| 1993      | Animal Crackers                    | Arabella Rittenhouse   |
| 1994      | Box Office of the Damned           | Kristy                 |
| 1994      | Dames at Sea                       | Ruby                   |
| 1994–1995 | Phantom                            | Christine Daaé         |
| 1995      | Strike Up the Band                 | Anne Draper            |
| 1995      | The Fantasticks                    | Luisa                  |
| 1997      | Les Fourberies de Scapin           | Hyacinth               |
| 1998      | A New Brain                        | Nancy D                |
| 2000      | On a Clear Day You Can See Forever | Daisy Gamble / Melinda |
| 2002      | Strike Up the Band                 | Anne Draper            |
| 2024      | The Queen of Versailles            | Jackie Siegel          |

### Cine
| Año  | Título                                 | Rol                  | Notas            |
| ---- | -------------------------------------- | -------------------- | ---------------- |
| 2002 | Topa Topa Bluffs                       | Patty                |                  |
| 2005 | Bewitched                              | Maria Kelly          |                  |
| 2006 | The Pink Panther                       | Cherie               |                  |
| 2006 | RV                                     | Mary Jo Gornicke     |                  |
| 2006 | Recortes de mi vida                    | Fern Stewart         |                  |
| 2006 | Stranger than Fiction                  | Presentadora         |                  |
| 2006 | Deck the Halls                         | Tia Hall             |                  |
| 2006 | A Sesame Street Christmas Carol        | Christmas Carol      | Actuación de voz |
| 2008 | Space Chimps                           | Kilowatt             | Actuación de voz |
| 2008 | Tinker Bell                            | Rossetta             | Actuación de voz |
| 2008 | Four Christmases                       | Courtney Kinkaid     |                  |
| 2009 | Into Temptation                        | Linda Salerno        |                  |
| 2009 | Tinker Bell and the Lost Treasure      | Rossetta             | Actuación de voz |
| 2010 | Tinker Bell and the Great Fairy Rescue | Rossetta             | Actuación de voz |
| 2010 | You Again                              | Georgia King         |                  |
| 2012 | Hit and Run                            | Debby Kreeger        |                  |
| 2013 | Family Weekend                         | Samantha Smith-Dungy |                  |
| 2013 | Iron Man 3                             | Efiel 65             | Sin acreditar    |
| 2014 | The Opposite Sex                       | Sra. Kemp            |                  |
| 2014 | Rio 2                                  | Gabi                 | Actuación de voz |
| 2015 | Strange Magic                          | Sugar Plum Fairy     | Actuación de voz |
| 2015 | The Boy Next Door                      | Vicky Lansing        |                  |
| 2015 | The Peanuts Movie                      | Fifi                 | Actuación de voz |
| 2015 | Twinsters                              | ―                    | Productora       |
| 2016 | Hard Sell                              | Lorna Buchanan       |                  |
| 2017 | Class Rank                             | Janet Krauss         |                  |
| 2017 | My Little Pony: The Movie              | Princess Skystar     | Actuación de voz |
| 2017 | The Star                               | Abby Mouse           | Actuación de voz |
| 2020 | The Witches                            | Daisy / Mary         | Actuación de voz |
| 2020 | Holidate                               | Tía Susan            |                  |
| 2021 | National Champions                     | Bailey Lazor         |                  |
| 2022 | Bros                                   | Ella misma           |                  |
| 2024 | Wicked                                 | Superestrella        | Cameo            |
| 2024 | Our Little Secret                      | Erica Morgan         |                  |

### Televisión
| Año       | Título                  | Rol                           | Notas                                              |
| --------- | ----------------------- | ----------------------------- | -------------------------------------------------- |
| 1999      | Annie                   | Lily St. Regis                | Película de televisión                             |
| 1999      | LateLine                | Kristin                       | Episodio: «The Christian Guy»                      |
| 1999      | Paramour                | Desconocido                   | Recurrente (miniserie)                             |
| 2001      | Kristin                 | Kristin Yancey                | Protagonista; 13 episodios                         |
| 2001      | Frasier                 | Portia Sanders                | Episodio: «Junior Agent»                           |
| 2002      | Baby Bob                | Crystal Carter                | Episodio: «Talking Babies Say the Darndest Things» |
| 2003      | The Music Man           | Marian Paroo                  | Película de televisión                             |
| 2003      | Fillmore!               | Guía del Museo                | Voz, episodio: «Masterstroke of Malevolence»       |
| 2003–2006 | Sesame Street           | Srta. Noodle                  | 2 episodios                                        |
| 2005      | Great Performances      | Cunegonde                     | Episodio: «Candide»                                |
| 2004–2006 | The West Wing           | Annabeth Schott               | Elenco principal; 34 episodios (temporadas 5–6)    |
| 2007      | Ugly Betty              | Diane                         | Episodio: «East Side Story»                        |
| 2007      | Robot Chicken           | Varios personajes             | Voz; episodio: «Squaw Bury Shortcake»              |
| 2007–2009 | Pushing Daisies         | Olive Snook                   | Elenco principal; 22 episodios                     |
| 2009      | Twelve Men of Christmas | E.J. Baxter                   | Película de televisión                             |
| 2009      | Sit Down, Shut Up       | Miracle Grohe                 | Voz; elenco principal                              |
| 2009      | Legally Mad             | Skippy Pylon                  | Episodio piloto no emitido                         |
| 2009–2015 | Glee                    | April Rhodes                  | Elenco recurrente, serie de TV Fox (5 episodios)   |
| 2012      | GCB                     | Carlene Cockburn              | Elenco principal; 10 episodios                     |
| 2012      | Hot in Cleveland        | Courtney Price                | Episodio: «The Gateway Friend»                     |
| 2012      | The Good Wife           | Peggy Byrne                   | 2 episodios                                        |
| 2013–2014 | Kirstie                 | Brittany Gold                 | 2 episodios                                        |
| 2014–2016 | BoJack Horseman         | Vanessa Gekko                 | Voz; 3 episodios                                   |
| 2015      | Descendants             | Maléfica                      | Película de televisión                             |
| 2015      | American Dad!           | Devin                         | Voz; episodio: «LGBSteve»                          |
| 2015      | 69th Tony Awards        | Ella misma - Presentadora     | Especial de televisión                             |
| 2015      | The Muppets             | Ella misma                    | Episodio: «The Ex-Factor»                          |
| 2016      | Hairspray Live!         | Velma Von Tussle              | Especial de televisión                             |
| 2017      | American Gods           | Ostara                        | Episodio: «Come to Jesus»                          |
| 2017      | Younger                 | Marylynne Keller              | Episodio: «Post Truth»                             |
| 2018      | Mom                     | Miranda                       | Episodio: «Charlotte Brontë and a Backhoe»         |
| 2019      | A Christmas Love Story  | Katherine Clark               | Película de televisión                             |
| 2021–2023 | Schmigadoon!            | Mildred Layton / Miss Codwell | Elenco principal; 12 episodios                     |

## Discografía

### Álbumes de estudio
- Let Yourself Go (2001)
- As I Am (2005)
- A Lovely Way to Spend Christmas (2008)
- Some Lessons Learned (2011)
- Coming Home (2017)
- For the Girls (2019)

### Glee
- «Maybe This Time» (con Lea Michele) - de Liza Minnelli en Cabaret
- «Alone» (con Matthew Morrison) - de Heart
- «Last Name» - de Carrie Underwood
- «Fire» (con Matthew Morrison) - de The Pointer Sisters
- «One Less Bell To Answer/A House Is Not a Home» (con Matthew Morrison) - de Barbra Streisand
- «Home» - de Stephanie Mills en el musical The Wiz
- «Dreams» (con Matthew Morrison) - de Fleetwood Mac
- «CrossRhodes» (con Matthew Morrison) - Original de Glee
- «Raise your Glass»(con Matthew Morrison) - de Pink
- «Happy» (con Matthew Morrison y Gwyneth Paltrow) - de Pharrell Williams

### Descendants
- «Evil Like Me» (con Dove Cameron) - Interpretando al personaje de Disney, Maléfica